# Marta Ptaszyńska
Marta Ptaszyńska (ur. 29 lipca 1943 we Włochach koło Warszawy) – polska kompozytorka, perkusistka i pedagog.

## Życiorys
Kompozycję studiowała w Warszawie, perkusję w Poznaniu, na obu uczelniach uzyskując dyplomy z wyróżnieniem w 1967 roku i 1968 roku. Jako perkusistka występowała m.in. z Warsztatem Muzycznym oraz z Poznańskim Zespołem Perkusyjnym. W latach 1969–1970 uzupełniała studia w Paryżu pod kierunkiem Nadii Boulanger oraz Pierre’a Schaeffera i Oliviera Messiaena. Podczas pobytu we Francji nawiązała też współpracę z zespołem perkusyjnym Les Percussion de Strasbourg. Od 1970 do 1972 roku uczyła w PWSM w Warszawie, po czym wyjechała do Stanów Zjednoczonych. Tam uczyła kompozycji m.in. w University of California w Berkeley, University of California w Santa Barbara i w Indiana University School of Music w Bloomington. Od 1998 jest profesorem w University of Chicago.
Oprócz działalności koncertowej i pedagogicznej Ptaszyńska udziela się również w środowisku muzycznym: w latach 1981–1984 była członkiem zarządu Percussive Arts Society w USA. W 1991 została współzałożycielką i wiceprezesem American Society for Polish Music w Nowym Jorku, inicjując i organizując liczne przedsięwzięcia na rzecz polsko-amerykańskiego zbliżenia w dziedzinie kultury. W dowód uznania w 1988 przyznano jej medal ZKP za promowanie polskiej muzyki współczesnej w USA. Odznaczona Krzyżem Oficerskim (1995) i Komandorskim (2022) Orderu Zasługi Rzeczypospolitej Polskiej.
W dorobku kompozytorki ważne miejsce zajmują utwory przeznaczone na perkusję. Instrumenty perkusyjne bywają wykorzystywane w nich w niezwykłych połączeniach – przykładem: Preludia na wibrafon i fortepian, Scherzo na ksylofon i fortepian, Jeu-Parti na harfę i wibrafon, Wariacje na kotły i kwartet smyczkowy.
Największy rezonans obudziły natomiast monumentalne utwory wokalno-instrumentalne, a przede wszystkim Holocaust Memoriał Cantata (1992) napisana dla uczczenia pamięci ofiar holocaustu, do której część tekstu napisał Yehudi Menuhin i opera dziecięca Pan Marimba do libretta Agnieszki Osieckiej, wystawiona w Warszawie w 1998 roku.

## Nagrody za twórczość
- Fundacja Alfreda Jurzykowskiego (Nowy Jork 1997)
- nagroda Ministra Spraw Zagranicznych (2000)
- Benjamin H. Danks Creative Music Award przyznana przez Amerykańską Akademię Sztuki i Literatury za opery i oratoria (2006)
- nagroda John Simon Guggenheim Foundation (2010)

## Utwory

### Utwory na orkiestrę
- Improvisations (1968)
- Spectri Sonori (1973)
- Crystallites (1973–1974)
- Concerto for Percussion Quartet and Orchestra (1974)
- Conductus - A Ceremonial for Winds (1982)
- La novella d'inverno (Winter's Tale) (1984) na ork. smyczkową
- Concerto for Marimba and Orchestra (1985); nagr. Muza PNCD 075, 1991
- Charlie's Dream(1988), koncert na saksofon i orkiestrę
- Ode to Praise All Famous Women (1992)
- Fanfare For Peace (1993)
- Concerto Grosso (1996) na 2 skrzypiec i orkiestrę kameralną; pierwsze wykonanie - 1997, Warszawa, Sinfonia Varsovia, dyr. Yehudi Menuhin
- Drum of Orfeo (1999-2001), koncert na perkusję
- Missa Solemnis ad honorem sanctis Ioannes Paulus II (2015); na sopran, mezzosopran, baryton, dwa chóry mieszane i orkiestrę.

### Utwory na zespoły kameralne
- Madrigals "Canticum Sonarum" Igor Stravinsky in Memoriam (1971) na zespół instrumentów
- Kwiaty Księżyca na fortepian i wiolonczelę (1986); nagr. Proviva - Teldec Germany, ISPN 152.
- Poetic Impressions na kwintet dęty i fortepian (1991); nagr. DUX Records

### Utwory kameralne na perkusję i ewent. inne instrumenty

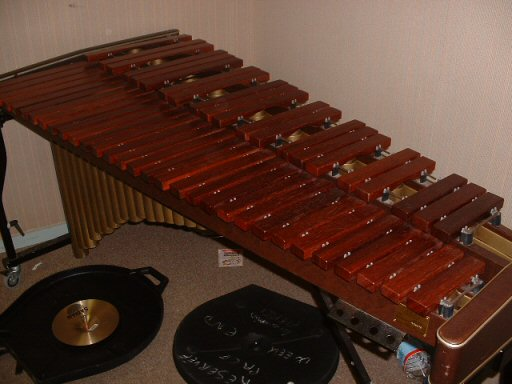
marimba - instrument perkusyjny, na który najczęściej komponuje Ptaszyńska

- 4 preludia (1965) na wibrafon i fortepian
- Scherzo (1967) na ksylofon i fortepian
- Jeu-Parti (1970) na harfę i wibrafon
- Cadenza (1972) na flet i perkusję
- Stress for percussion & tape (1972)
- Space Model na perkusję (1971–1975)
- Mobile dla 2 perkusistów (1976)
- Classical Variations na kotły i kwartet smyczkowy (1976)
- Synchrony dla 3 perkusistów (1978)
- Dream Lands, Magic Spaces na skrzypce, fortepian i 6 perkusistów (1979)
- Scintilla na 2 marimby (1984)
- Graffito for marimba (1988); nagr. "Nebojsa Zivkovic, "Percussion made in Europe, Volume 1" Edition Musica Europea, Germany
- Ajikan - Unfolding Light (1989) na flet i perkusję
- Spider Walk na perkusję (1993)

### Utwory solowe
- Variations na flet (1967)
- Arabesque na harfę (1972)
- Touracou na klawesyn (1974)
- Farewell Souvenir na fortepian (1975)
- Recitativo, Arioso and Toccata na skrzypce (1969–1975)
- Two Poems na tubę (1975)
- Quodlibet na kontrabas i taśmę (1976)
- Six Bagatelles na harfę (1979)
- Hommage a I.J. Paderewski na fortepian (1992)
- Elegia in memoriam John Paul II na altówkę solo (2005)

### Utwory sceniczne
- Oscar of Alva (1971–1972, nowa wersja 1986), opera do libretta Zbigniewa Kopalko według Lorda Byrona; realizacja TV Kraków 1988
- Pan Marimba, opera dziecięcia w 3 aktach (1992–1995) do libretta Agnieszki Osieckiej; w repertuarze Teatru Wielkiego w Warszawie od 1998 roku
- Magiczny Doremik, opera dziecięcia w 2 aktach (1992–1995) do libretta kompozytorki na podstawie powieści "Gelsomino w Kraju Kłamczuchów" Gianniego Rodariego; premiera styczeń 2008 Teatr Wielki w Warszawie
- Kochankowie z klasztoru Valldemosa, opera o Fryderyku Chopinie, libretto kompozytorka i Janusz Krasny-Krasiński; premiera w reż. Tomasza Koniny 18.12.2010 w Teatrze Wielkim w Łodzi[3]

### Teatr instrumentalny
- Soirée Snobe Chez La Princesse (1979) na 2 keyboardy, taśmę, mimów i oświetlenie

### Utwory na głosy i instrumenty
- Tale of Nightingales (1968) na baryton i orkiestrę kameralną do słów K.I. Gałczyńskiego.
- Vocalise (1971) na głos i wibrafon
- Epigrams (1976–1977) na głos i instrumenty do starogreckiej poezji (tłum. ang.)
- Un Grand Sommeil Noir (1977) na sopran, flet i harfę do słów Paul Verlaine’a
- Sonety do Orfeusza (1980–1981) na głos i orkiestrę kameralną do słów Rilkego
- Ave Maria (1982; 2. wersja 1987)
- Listy Polskie (1988), kantata z okazji rocznicy odzyskania niepodległości
- Pieśni rozpaczy i samotności (1988–1989) na głos i fortepian; sł. Rilke, Verlaine, Shakespeare, Staff i Lorca (nagr. CD, Muza Records, 1991)
- Holocaust Memorial Cantata (1992) na głosy, chór i orkiestrę; słowa (ang., hebr., jiddisz, polski) Leslie Woolf Hedley (nagr.: CD, POLYGRAM CD ACCORD, 1996)
- Liquid Light na głos, fortepian i perkusję (1994–1995); sł. Modene Duffy
- Cantiones Jubilationis na chór żeński i perkusję (1995); sł. Modene Duffy
- Silver Echos of Distant Bells na głos i kwartet smyczkowy (1995); sł. (ang.) Lord Tennyson, Laslie Woolf Hedley, Donald Bogan, Krzysztof Koehler i Stanisław Wyspiański